# Distretto di Waimate
Il distretto di Waimate è un'autorità territoriale della Nuova Zelanda che si trova entro i confini della regione di Canterbury, nell'Isola del Sud. La sede del Consiglio distrettuale si trova nella città di  Waimate, circa 50 chilometri a sud di Timaru.
Questo distretto ha due particolarità singolari: la più bassa percentuale di abitanti di etnia Maori rispetto alla popolazione totale, e una comunità di canguri, animali che furono introdotti in passato dall'Australia e che ora vivono in libertà nelle foreste che si trovano vicino alla città di Waimate. A volte questi marsupiali vengono catturati per essere venduti agli zoo.
Waimate venne fondata nel 1872, su progetto dell'architetto neozelandese Benjamin Mountfort. Il più famoso cittadino di Waimate è senza dubbio stato Norman Kirk, Primo Ministro della Nuova Zelanda fra il 1972 e il 1974.

## Voci correlate

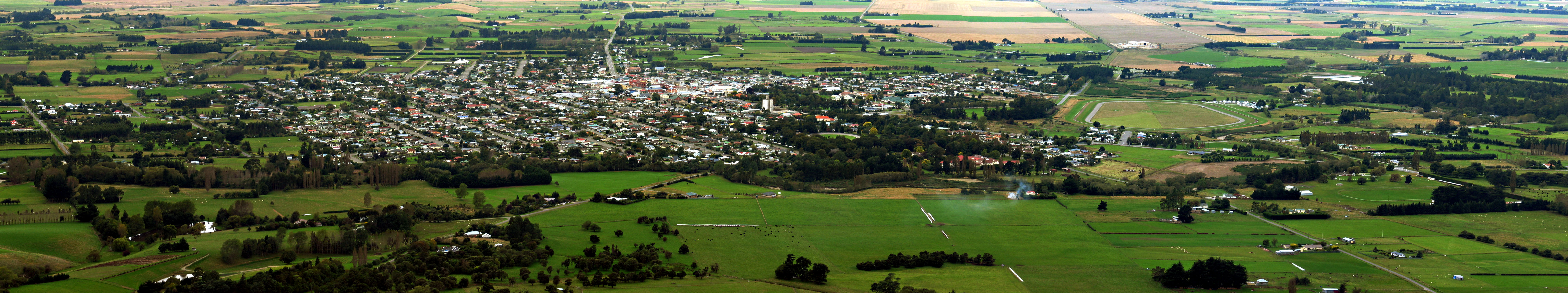
Un panorama della città di Waimate